# Keith Mackay
Keith "Buzzer" Gordon Mackay (Wellington,  8 de dezembro de 1956) é um ex-futebolista neozelandês. Ele representou a Nova Zelândia, jogando nos três jogos em que aquela seleção disputou pela primeira vez numa copa/campeonato do mundo e futebol:  a Copa do Mundo FIFA de 1982, em Espanha . Jogava como centro-campista.
Mackay fez a sua estreia na seleção All Whites (como é alcunhada a seleção neozelandesa) na vitória 4-0 contra o México em 20 de agosto de 1980.  Mackay terminou a sua carreira internacional, tendo feito 36 internacionalizações pela seleção A. Ele marcou apenas um golo como internacional A. precisamente no último jogo como internacional, contra a Fiji, que terminou com empate 1-1 em 18 de outubro de 1984.